# Annamajor
Annamajor (szlovákul Miloslavov) község Szlovákiában, a Pozsonyi kerület Szenci járásában.

## Fekvése
Pozsony központjától 20 km-re keletre található.

## Története
A mai község két korábbi telep, Annamajor és Erzsébetmajor területén jött létre 1936-ban. Erzsébetmajor Szent Erzsébet tiszteletére szentelt temploma már a 13. században állt, eredetileg román stílusú volt. Legkorábbi említése 1283-ból származik. A templomot és a plébániát az 1332 és 1337 között kelt pápai tizedjegyzék is megemlíti. Ezután 1399-ben szerepel újra az írott forrásokban, amikor a Szentmártonhegyi (Pannonhalma) bencés apátság birtoka. 1521-ben az apátság a máriavölgyi pálos kolostornak adta. A 16. század végén és a 17. század elején a Csallóköz északi részét sújtó járványok lakosságát megtizedelték, lakói meghaltak, vagy elmenekültek. Az 1634. évi egyházlátogatási jegyzőkönyv megemlíti, hogy a korábbi falu helyén csak romok láthatók. Templomát 1666 és 1679 között Szelepcsényi György érsek újjáépíttette és a település is újraéledt. 1781-ben 17 lakosa volt, részben szlovákok, részben magyarok. Ezután különböző nemesi családok birtoka volt.
1921-ben birtokosa Rudolf Wiener-Welten, miután felparcelláztatta 76 cseh, magyar és horvát családot telepített ide. 1930-ban a Csallóközcsütörtök határában keletkezett falu a Miloslavov nevet vette fel. Az első bécsi döntés során 250 hold került Magyarországhoz a többi Szlovákiában maradt.

## Népessége
| Év:            | 1994. | 2004.    | 2014.     | 2024.     |
| -------------- | ----- | -------- | --------- | --------- |
| Emberek száma: | 751   | 999      | 2134      | 6548      |
| Eltérés:       |       | +33,02 % | +113,61 % | +206,84 % |

| Év:            | 2023. | 2024.   |
| -------------- | ----- | ------- |
| Emberek száma: | 6078  | 6548    |
| Eltérés:       |       | +7,73 % |

1970-ben 575 lakosából 11 magyar és 552 szlovák volt.
1980-ban 702 lakosából 24 magyar és 660 szlovák volt.
1991-ben 707 lakosából 35 magyar és 653 szlovák volt. 
2001-ben 864 lakosából 809 szlovák és 30 magyar volt.
2011-ben 1780 lakosából 1589 szlovák és 47 magyar volt.
2021-ben 4000 lakosából 98 magyar, 6 ruszin, 4 cigány, 3630 szlovák, 110 egyéb és 152 ismeretlen nemzetiségű volt.

## Nevezetességei
- Szent Erzsébet tiszteletére szentelt római katolikus temploma 13. századi. A 19. század első felében magtárrá alakították, ma múzeumként működik.[4]
- Modern katolikus temploma 1997-ben épült.

## Érdekesség
2022 óta szlovák nevét viseli az 590739 Miloslavov kisbolygó.